# فرانسيس ناش
كان فرانسيس ناش (حوالي 1742 - 7 أكتوبر 1777) عميدًا في الجيش القاري خلال الحرب الثورية الأمريكية. قبل الحرب، كان محامياً ومسؤولاً عاماً وسياسياً في هيلزبره بولاية نورث كارولينا، وشارك بكثافة في معارضة حركة التنظيم، وانتفاضة المستوطنين في ولاية كارولينا الشمالية بين 1765 و 1771. سياسة ولاية كارولينا الشمالية، التي تمثل هيلزبره في مناسبات عدة في الجمعية العامة كارولينا الشمالية الاستعمارية.
سرعان ما انشغل ناش في الأنشطة الثورية، وعمل كمندوب في مؤتمرات المقاطعات الثلاث الأولى في باتريوت. في عام 1775 ، تم تعيينه كلفنانت كولونيل من فوج نورث كارولينا الأول تحت قيادة الكولونيل جيمس مور، وعمل لفترة وجيزة في المسرح الجنوبي من الحرب الثورية قبل أن يتم طلبه شمالًا. تم تعيين ناش عميد في عام 1777 على وفاة مور، وأعطى قيادة لواء نورث كارولينا من الجيش القاري تحت قيادة الجنرال جورج واشنطن. قاد جنود ولاية كارولينا الشمالية في حملة فيلادلفيا، ولكن أصيب في معركة جيرمانتاون في 4 أكتوبر 1777 ، وتوفي بعد عدة أيام. كان ناش واحدا من 10 جنرالات باتريوت يموتون من جروح أصيبوا بها في القتال بين 1775 و 1781.  يتم تكريمه من قبل العديد من أسماء المدن والمقاطعات، بما في ذلك ناشفيل، تينيسي، ناشفيل، كارولينا الشمالية، ومقاطعة ناش، كارولينا الشمالية.